# Seleção Norueguesa de Rugby Union
A Seleção Norueguesa de Rugby Union é a equipe que representa a Noruega em competições internacionais de Rugby Union.